# Morgenröthe-Rautenkranz
Morgenröthe-Rautenkranz est une ancienne commune autonome de Saxe (Allemagne), située dans l'arrondissement du Vogtland, dans le district de Chemnitz. Elle a fusionné le 1er octobre 2009 avec les communes de Tannenbergsthal et Hammerbrücke pour former la nouvelle commune de Muldenhammer.